# Támid
A Támid (szó szerint Mindig, Állandóan, héberül תָּמִיד) a Misna, illetve a Babiloni Talmud Kodasim (Szentségek) rendjének 9. (10.), az égőáldozattal és bővebben a templomi szolgálattal foglalkozó traktátusa. Eredeti hivatkozása (címe) a kezdőszavak alapján: Bislósá məqómót hakkóhaním sómrím (Három helyen őrködnek a papok). Tószefta nem tartozik hozzá és a Jeruzsálemi Talmudban sem szerepel.
Elnevezése a bibliai עוֹלַת תָּמִיד ólat támíd – állandóan égő áldozat kifejezés rövidítése. A Misna a 2Mózes 29:38-42 és a 4Mózes 28:1-8-ban leírt, a reggeli és esti áldozatokra vonatkozó rendtartást kommentálja, a talmudi diszkusszió pedig mindkettőt. A traktátus tágabban a Második Templomban zajló egész napi munkát is leírja a reggeli előkészületektől kezdve, így az intertestamentális és újszövetségi kor egyik fontos forrása.

## A fejezetek címe és tartalma
A jelenlegi kiadásokban a traktátus (masszechet) 7 fejezetből (pereq) áll, eredetileg az utolsó is a hatodik része volt. A fejezetek szintén misnának nevezett alszakaszokra oszlanak (a számuk zárójelben). A modern hivatkozás a fejezet- és misnaszámmal (pl. Támid 1,3) történik, a klasszikus judaizmusban a szakaszok kezdőszavaival.
1. Bislósá məqómót... (Három helyen...) (4): A papok éjjeli őrsége és a reggeli áldozatra való előkészület; az előző napi hamu eltakarítása az oltárról.
2. Ráúhú echáv... (Látták őt testvérei...) (5): Az új tűz megrakása.
3. (Ámar láhem haməmunne:) Bóú vehászífú... (Menjünk és gyűljünk össze...) (9): A napi papi szolgálatok kijelölése sorsolással.
4. Ló hájú kóftín... (Nem szokták összekötözni...) (4): A bárány levágásának és áldozatra való előkészítésének részletes leírása.
5. (Ámar láhem haməmunne:) Bárəchú bəráchá achat... (Mondjunk el egy áldást...) (6): A Semá és az azt megelőző és követő imák sorrendje.
6. Héchélú ólín... (Kezdtek felmenni...) (3, a következővel 7): Az illatáldozat leírása.
7. Bizman sekkóhén gádól...) (Amikor a főpap...) (4): A főpap (kóhén gádól) teendőinek részletes ismertetése.

Az utolsó misnában (Hassír sehájú haləvijjim ómrím – A dalok, amiket a léviták mondtak...) a léviták által a hét különböző napjain énekelt zsoltárok listája található.
Nyelvileg a Támid Misnájának a többitől némileg elütő héber nyelvezete van, több kifejezés csak ebben található meg.

## Külső hivatkozások
- A Támid Misnája Archiválva 2018. november 3-i dátummal a Wayback Machine-ben
- A Támid a Talmud Bávliban Archiválva 2010. június 13-i dátummal a Wayback Machine-ben
- Talmud a Snunit lapján